# Dalian Shell Museum
Das Dalian Shell Museum (chinesisch 大连贝壳博物馆, Pinyin Dàlián bèiké bówùguǎn) ist ein 2003 eröffnetes Naturkundemuseum in der chinesischen  Küstenstadt Dalian in der Provinz Liaoning. Es konzentriert sich auf die Sammlung und Erforschung von Muscheln und ist das größte Museum Asiens mit diesem Schwerpunkt. Im Jahr 2009 zog es in ein neues Gebäude in Form einer Muschel um.

## Geschichte und Sammlung
Das Museum wurde 2003 als erstes Museum Asiens eröffnet, das sich der Sammlung und Forschung von Muscheln widmet. Die Sammlung des Darian Shell Museum besteht aus Schalen von mehr als 5.000 verschiedenen Arten von Muscheln aus der ganzen Welt. Im Jahr 2009 zog das Museum mit der vollständigen Sammlung in den heute vorhandenen Neubau, da die verfügbare Fläche von 2.500 m² für die Zwecke des Museums nicht mehr ausreichten.

## Architektur des heutigen Dalian Shell Museum
Das heutige Gebäude des Dalian Shell Museum wurde im Jahr 2009 eröffnet. Es liegt zwischen dem kanalisierten Fluss Malan He an der Xinghai-Bucht und in direkter Nachbarschaft zum Xinghai Square. Entwickelt wurde es vom Design Institute of Civil Engineering & Architecture der Technischen Universität Dalian, . Als Baumaterialien wurden neben Beton vor allem Stahl, Glas und weitere Metalle verwendet.
Das Hauptgebäude erhielt die Form einer Muschel mit einem aus vier überlappenden Elementen bestehenden Dach. Das große Fenster, das die gesamte Front des Gebäudes einnimmt, erlaubt von innen einen Panoramablick in die Landschaft mit Blick auf den Malan He und das Meer, von außen spiegelt es selbige. Mit vier Obergeschossen und einen unterirdischen Stockwerk besitzt das Gebäude eine Fläche von etwa 18.000 m².

## Belege
1. 1 2 3  Fanny Andermatt: Die Form zeigt den Inhalt. Modulør 6, 2010. S. 67–70.
2. 1 2 3 4  Nico Saieh: Dalian Shell Museum / The Design Institute of Civil Engineering & Architecture of DUT. Archdaily, 6. April 2010, aufgerufen am 12. Februar 2012.